# Orquestra Filharmònica de Luxemburg
L'Orquestra Filharmònica de Luxemburg (OPL) (Grand orchestre symphonique de RTL fins al 1996) és l'orquestra nacional de Luxemburg, fundada el 1933. És la resident permanent a la Filharmònica de Luxemburg de la ciutat de Luxemburg des que va obrir el 2005. El seu director musical és des de 2006 el director d'orquestra Emmanuel Krivine.

## Història
La Grand orchestre symphonique de Radio Luxembourg va fer el seu primer concert al Casino de Luxemburg el 28 de novembre de 1933 sota l'ègida de Ràdio Luxemburg (RTL), pertanyent a  Compagnie Luxembourgeoise de Radiodiffusion. Henri Pensis va ser el seu fundador i primer director musical de l'orquestra, però el 1939, a l'alba de la Segona Guerra Mundial es va exiliar als Estats Units per dirigir l'Orquestra Filharmònica de Nova Jersei i l'Orquestra Simfònica de Sioux, i va tornar a dirigir a Luxemburg el 1946, al final de la guerra.
El 1945 es va constituir una petita orquestra, tot seguit, el 1946 el treball de la simfònica amb el retorn Henri Pensis es va reprendre. L'orquestra va realitzar a l'auditori de Villa Louvigny el 1953 el seu primer enregistrament. A partir de 1964 l'orquestra simfònica pot actuar al Gran Teatre de Luxemburg, que acabava d'obrir i als annexos del conservatori, dispersos per la ciutat de Luxemburg, l'any 1984 un nou auditori amb acústica notable, es va obrir al conservatori.
A la fi de 1986, el títol de l'orquestra es va canviar a «Orquestra Simfònica de RTL».
L'any 1991 la companyia de radiodifusió de Luxemburg (CLT) es va privatitzar i el 1995, la nova administració va decidir no renovar el contracte que li vinculava amb l'Orquestra Simfònica de RTL. El 1996, l'Estat luxemburguès crea la Fundació Henri Pensis per sostenir l'orquestra simfònica.
El 1996, l'Orquestra Simfònica de RTL va ser tornada a nomenar com l'«Orquestra Filharmònica de Luxemburg (OPL)».
La inauguració de la nova gran sala de Filharmònica de Luxemburg, l'any 2005, fou especialment dedicada a l'Orquestra Filharmònica. Des de gener de 2012 l'Orquestra Filharmònica de Luxemburg (OPL) i la Filharmònica de Luxemburg formen una única entitat.

## Organització

### Directors
- 1933 - 1939 : Henri Pensis (fundador)
- 1939 - 1945 : (Segona Guerra Mundial)
- 1946 - 1958 : Henri Pensis
- 1958 - 1958 : Carl Melles
- 1958 - 1980 : Louis de Froment
- 1981 - 1996 : Leopold Hager
- 1997 - 2000 : David Shallon
- 2002 - 2006 : Bramwell Tovey
- 2006 - 2015 : Emmanuel Krivine

## Finançament
L'orquestra és un projecte finançat pel Ministeri de Cultura del Gran Ducat de Luxemburg i la ciutat de Luxemburg. A més a més, l'OPL també té socis i patrocinadors.